# Barry Marshall

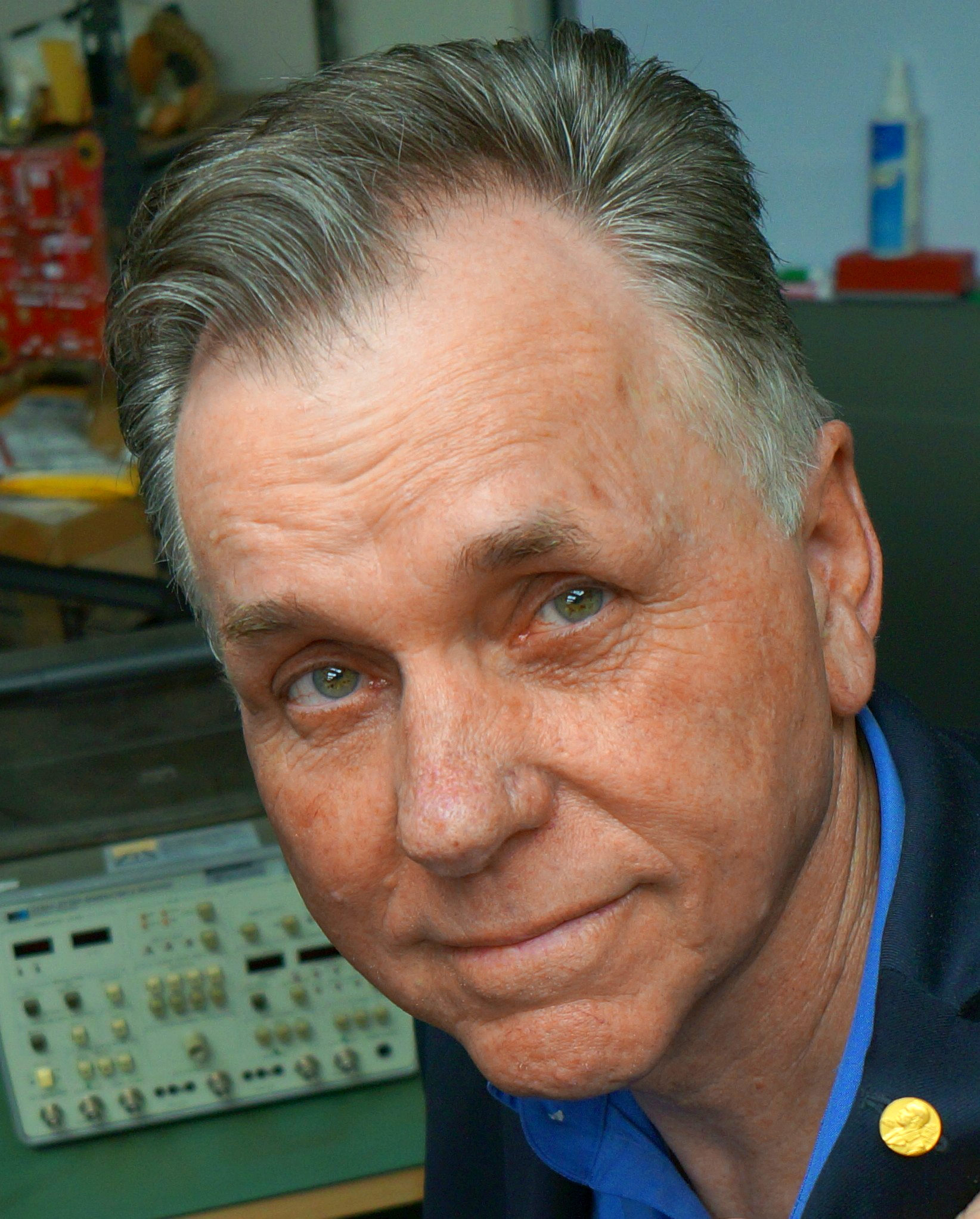
Barry Marshall mit seiner Nobelpreis-Anstecknadel (2019)

Barry James Marshall (* 30. September 1951 in Kalgoorlie, Australien) ist ein australischer Mediziner und erhielt 2005 den Nobelpreis für Physiologie und Medizin.

## Leben
Nach dem Studium an der University of Western Australia (UWA) wurde Marshall am Royal Perth Hospital tätig. 1986 siedelte er mit seiner Familie vorübergehend in die USA um, als er seine Lehrtätigkeit an der University of Virginia aufnahm. Anschließend kam Marshall als Professor für Klinische Mikrobiologie an die University of Western Australia in Perth zurück.
Aktuell arbeitet Marshall am Shanghai East Hospital in Shanghai, VR China.
Barry Marshall ist verheiratet mit Frau Adrienne und hat vier Kinder.

## Karriere
Der Mikrobiologe Marshall ist bekannt für den Nachweis, dass Helicobacter-pylori-Bakterien die Ursache für die meisten Magengeschwüre sind. Er widerlegte damit die jahrzehntelange Annahme, dass Geschwüre hauptsächlich durch Stress, scharfe Speisen etc. verursacht würden.
Die Helicobacter-pylori-Theorie wurde zunächst von vielen Wissenschaftlern abgelehnt, die der Meinung waren, dass Bakterien im sauren Milieu der Magensäure nicht überleben könnten. Um das Gegenteil zu beweisen, unternahm Marshall 1984 einen Selbstversuch und trank ein Reagenzglas der Bakterien. Kurze Zeit später bekam er eine schwere Gastritis, die er mit Antibiotika heilte.
1994 erhielt er den Warren Alpert Foundation Prize, 1995 den Albert Lasker Award for Clinical Medical Research und 1996 einen Gairdner Foundation International Award. 1997 wurde er mit dem Paul-Ehrlich-und-Ludwig-Darmstaedter-Preis ausgezeichnet, 1998 mit dem A.H.-Heineken-Preis für Medizin und der Buchanan Medal der Royal Society, 2002 den Keio Medical Science Prize. Im Dezember 2005 erhielt er zusammen mit John Robin Warren den Nobelpreis für Physiologie oder Medizin für die Entdeckung des Helicobacter pylori.
Aktuell arbeitet er am Shanghai East Hospital und leitet das „Marshall International Diagnosis and Treatment Centre for Digestive Diseases“.
2008 wurde Marshall in die National Academy of Sciences gewählt.